# Lillkyrka distrikt, Östergötland
Lillkyrka distrikt är ett distrikt i Linköpings kommun och Östergötlands län. 
Distriktet ligger nordost om Linköping. 

## Tidigare administrativ tillhörighet
Distriktet inrättades 2016 och utgörs av socknen Lillkyrka i Linköpings kommun.
Området motsvarar den omfattning Lillkyrka församling hade vid årsskiftet 1999/2000.